# Mont Gosford
El Mont Gosford és una muntanya de 1.180 metres al sud de la província del Quebec (Canadà), a tocar de la frontera amb Maine (Estats Units). Està situada íntegrament a Saint-Augustin-de-Woburn a Estrie i forma part de la serralada de les White Mountains als Apalatxes. Porta el nom d'Archibald Acheson, segon comte de Gosford, governador general de l'Amèrica del Nord britànica de 1835 a 1835. És el 21è pic més alt del Quebec i el quart al sud del Quebec.